# Söldnerkrieg
Als Söldnerkrieg (auch Söldneraufstand) bezeichnet man eine militärische Auseinandersetzung innerhalb des karthagischen Machtbereichs. Er fand in den Jahren 241–237 v. Chr. nach der Beendigung des Ersten Punischen Krieges statt.

## Geschichte
Mit dem Lutatius-Vertrag verpflichtete sich Karthago, die sizilischen Stellungen zu räumen. Die Truppen, welche im Wesentlichen aus Söldnern bestanden, wurden nach Nordafrika übergesetzt. Dort sollten sie demobilisiert und ausgezahlt werden. Es kam jedoch zu einem Streit über die Höhe des geschuldeten Soldes, der schnell in einen Krieg gipfelte. Diesen nutzte die von Karthago abhängige Bevölkerung Nordafrikas, um ebenfalls zu revoltieren und sich auf die Seite der Söldner zu stellen. Obwohl nun der größte Teil des Heeres und die Ressourcen des Hinterlandes Karthago nicht mehr zur Verfügung standen, gelang es unter Anspannung aller Kräfte, das Reich wieder zu stabilisieren. Einen besonderen Beitrag leistete dazu Hamilkar Barkas.
Problematisch wurde jedoch der Umstand, dass auch die sardischen Söldnerverbände sich der karthagischen Kommandeure entledigten und dem Beispiel der nordafrikanischen Truppen folgten. Die sardische Bevölkerung, die bisher Karthago mit Getreide beliefert hatte, weigerte sich, die neuen Herren anzuerkennen. Das Eingreifen Karthagos nutzte Rom als Vorwand, Karthago erneut den Krieg zu erklären. Zugleich wurde ein Friedensangebot übermittelt, welches die offizielle Abtretung Sardiniens und eine zusätzliche Zahlung von 1200 Talenten Silber beinhaltete. Die von den bisherigen Auseinandersetzungen erschöpften Karthager konnten sich einen weiteren Konflikt mit Rom in diesem Moment nicht leisten. Es blieb ihnen nichts anderes übrig, als diese neue Situation anzuerkennen. Die Bestimmung über Sardinien und die 1200 Talente wurden als Zusatz an den Lutatius-Vertrag angefügt.
Verließen die Karthager ursprünglich noch relativ freiwillig die sizilischen Besitztümer, so schufen die nachträglichen Forderungen bezüglich Sardiniens und der insgesamt 4400 Talente Silber eine erhebliche zusätzliche Spannung. Bei einer Genesung Karthagos, wie sie durch die neuen iberischen Besitztümer dann auch tatsächlich eintrat, war ein weiterer Konflikt seitens der Karthager absehbar. Aber auch die Römer waren sich der besonderen Auslegung der Verträge durchaus bewusst. In der Angst, eines Tages selbst dafür zur Rechenschaft gezogen zu werden, war ein weiterer Konflikt seitens der Römer folglich ebenfalls vorhersehbar.